# Det mystiske bryllup i Pistoja
Det mystiske bryllup i Pistoja er et maleri af Kristian Zahrtmann fra 1894.

## Tilblivelsestidspunkt
Maleriet blev malet vinteren 1893/94 over knapt fem måneder, det krævede ham store anstrengelser, da han samtidig arbejdede på ni andre malerier til udstillinger på Den frie Udstilling og Charlottenborg.

## Rammen
Rammen er udformet så den kan bringe en mindetavle fra renæssancen i erindring. Rammen er udformet som en aedicula (fra latin: aediculum, lille hus) med søjle der bærer en entablatur, rammen er rigt ornamenteret. Trods dette tilføjede Zahrtmann to par basunblæsere. Der er formodning om at Niels Larsen Stevns kunne have været med til fremstillingen af rammen.

## Højeste auktionspris
I 1894 var der ingen købere til maleriet, Zahrtmann satte det på auktion i 1896 og med et bud på 700 kr blev det trukket tilbage. Samme år fik Zahrtmann et bud på 1.000 kr, men ønskede ikke at sælge til den pris. I 1903 blev det solgt for 4.500 kr. Efter Zahrtmanns død blev det solgt i 1918 for 90.000 kr - det (på det tidspunkt) højeste nogensinde for et maleri af en dansk kunstner.